# Kelly Gray
Kelly Gray (Palo Alto, 7 aprile 1981) è un ex calciatore statunitense, di ruolo centrocampista.

## Carriera
Ha iniziato la sua carriera calcistica con la squadra dei Portland Pilots, sezione di atletica dell'University of Portland, per trasferirsi poi a Chicago, nel Chicago Fire. Nel 2005 si trasferisce ai San Jose Earthquakes, dove rimane fino al 2007. Nel 2006 gli Earthquakes cambiano città e diventano Houston Dynamo. Nel 2007 firma per i Los Angeles Galaxy. Nel 2008 arriva ai Rapids, restandoci per due partite, prima di tornare a San Jose.